# میتنگون
میتنگون، روستایی از توابع بخش صیدون شهرستان باغ‌ملک در استان خوزستان ایران است.

## جمعیت
این روستا در دهستان صیدون جنوبی قرار دارد و براساس سرشماری مرکز آمار ایران در سال ۱۳۸۵، جمعیت آن ۲۳ نفر (۵خانوار) بوده‌است.